# Villaverde del Río
Villaverde del Río é um município da Espanha na província de Sevilha, comunidade autónoma da Andaluzia, de área 40,83 km² com população de 6631 habitantes (2004) e densidade populacional de 162,41 hab/km².

## Demografia
| Variação demográfica do município entre 1991 e 2004 | Variação demográfica do município entre 1991 e 2004 | Variação demográfica do município entre 1991 e 2004 | Variação demográfica do município entre 1991 e 2004 |
| --------------------------------------------------- | --------------------------------------------------- | --------------------------------------------------- | --------------------------------------------------- |
| 1991                                                | 1996                                                | 2001                                                | 2004                                                |
| 6450                                                | 6669                                                | 6377                                                | 6631                                                |